# Cardi B

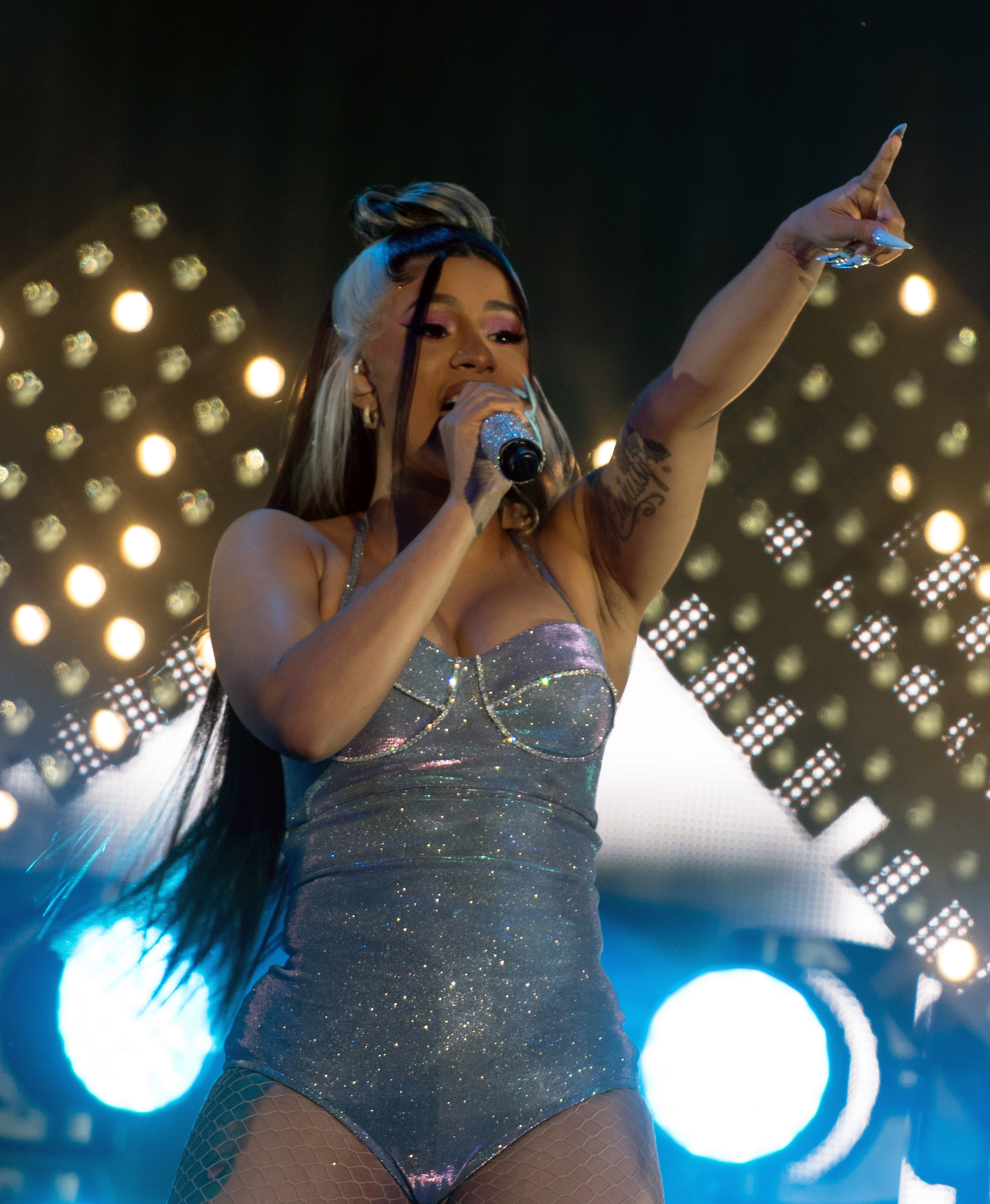
Cardi B auf dem Openair Frauenfeld 2019

Cardi B (* 11. Oktober 1992 in New York; bürgerlich Belcalis Marlenis Almanzar) ist eine US-amerikanische Rapperin und TV-Persönlichkeit.

## Leben
Almanzar wurde am 11. Oktober 1992 in der Bronx in New York als Tochter einer trinidadischen Mutter und eines dominikanischen Vaters geboren. Aufgewachsen ist sie in Highbridge, einem Stadtteil des New Yorker Stadtbezirks Bronx. Als Teenager arbeitete sie in einem Supermarkt in Lower Manhattan, anschließend begann sie als Stripperin zu arbeiten. Sie sagt, dass sie das Strippen anfing, um der Armut zu entkommen, und es sie positiv beeinflusst hat. 2013 begann sie, durch ihre viralen Videos, die sie auf Instagram und Vine veröffentlichte, Aufmerksamkeit zu bekommen. Almanzar hat den Künstlernamen „Cardi B“ von der Rummarke Bacardi abgeleitet. Von ihren Freunden wurde sie „Bacardi“ genannt, aber nachdem ihre Instagram-Accounts unter diesem Namen gelöscht worden waren, entstand Cardi B.
Seit September 2017 ist Almanzar mit dem Rapper Offset verheiratet. Am 10. Juli 2018 kam ihre gemeinsame Tochter zur Welt. Anfang Dezember 2018 gab Almanzar auf Instagram bekannt, dass sie sich von Offset getrennt hat. Von Februar 2019 bis August 2024 waren die beiden erneut ein Paar. Im September 2021 wurden beide zum zweiten Mal Eltern. Im September 2024 kam ihr drittes gemeinsames Kind zur Welt.
Im März 2019 wurde ein Video publik, in welchem Cardi B zugab, während ihrer Zeit als Stripperin Männer in ein Hotelzimmer eingeladen, dort unter Drogen gesetzt und danach ausgeraubt zu haben. Das Video verbreitete sich rasch in den sozialen Medien. Cardi B verteidigte sich mit der Begründung, dass ihr „damaliges Verhalten notwendig gewesen sei, um zu überleben.“

## Karriere
Bekanntheit erlangte sie 2015 als Darstellerin des Reality-Formats Love & Hip Hop: New York. Anfang 2016 verließ sie die Serie, um eine Musikkarriere zu starten. Am 7. März 2016 veröffentlichte Almanzar ihr erstes Mixtape Gangsta Bitch Music, Vol. 1. Im September desselben Jahres folgte das Album mit dem Titel Underestimated: The Album, ein von der KSR Group produziertes Album als Zusammenarbeit von Almanzar, HoodCelebrityy, SwiftOnDemand, Cashflow Harlem und Josh X.
Am 20. Januar 2017 erschien das zweite Mixtape Gangsta Bitch Music, Vol. 2. Ende Februar gab Almanzar bekannt, dass sie ihren ersten Plattenvertrag bei Atlantic Records unterschrieben hat. Auf den BET Awards 2017, die im Mai stattfanden, wurde sie in den Kategorien „Bester Newcomer“ und „Bester weiblicher Hip-Hop-Künstler“ nominiert. Mit der Veröffentlichung der Single Bodak Yellow, die im Juni 2017 erschien, gelang ihr ein kommerzieller Erfolg. Das Lied erreichte im Oktober 2017 Platz 1 der Billboard Hot 100 und Platz 24 im Vereinigten Königreich.
Im Januar 2018 veröffentlichte Almanzar die Remix-Single Finesse in Zusammenarbeit mit Bruno Mars, zwei Monate später erschien die Single Be Careful. Am 6. April 2018 veröffentlichte sie ihr erstes Studioalbum Invasion of Privacy. Es erreichte auf Anhieb Platz eins der Billboard 200.
Im Jahr 2018 führte das Nachrichtenmagazin Time sie in seiner jährlichen Liste der 100 einflussreichsten Personen der Welt. 2018 veröffentlichte Rita Ora den Song Girls mit Cardi B & und Bebe Rexha.
Bei den Grammy Awards 2019 gewann Cardi B für ihr Debütalbum Invasion of Privacy einen Grammy für das beste Rap-Album.
Im August 2020 veröffentlichte sie ihre Hit-Single WAP in Zusammenarbeit mit Megan Thee Stallion. Im Februar 2021 erschien ihre Single Up. Es folgten Features auf den Songs Type Shit, Rumours und Wild Side. Im Jahr 2022 veröffentlichte Cardi B Hot Shit, einen Song mit Ye und Lil Durk. Daraufhin folgte ein Feature auf dem Song Tomorrow 2 von GloRilla im November des Jahres. Am 2. Juni 2023 kam der Remix des Songs Put It On The Floor Again von Rapperin Latto raus.

## Diskografie
Studioalben

| Jahr | Titel Musiklabel                           | Höchstplatzierung, Gesamtwochen, AuszeichnungChartplatzierungen (Jahr, Titel, Musiklabel, Platzierungen, Wochen, Auszeichnungen, Anmerkungen) | Höchstplatzierung, Gesamtwochen, AuszeichnungChartplatzierungen (Jahr, Titel, Musiklabel, Platzierungen, Wochen, Auszeichnungen, Anmerkungen) | Höchstplatzierung, Gesamtwochen, AuszeichnungChartplatzierungen (Jahr, Titel, Musiklabel, Platzierungen, Wochen, Auszeichnungen, Anmerkungen) | Höchstplatzierung, Gesamtwochen, AuszeichnungChartplatzierungen (Jahr, Titel, Musiklabel, Platzierungen, Wochen, Auszeichnungen, Anmerkungen) | Höchstplatzierung, Gesamtwochen, AuszeichnungChartplatzierungen (Jahr, Titel, Musiklabel, Platzierungen, Wochen, Auszeichnungen, Anmerkungen) | Anmerkungen                                               |
| Jahr | Titel Musiklabel                           | DE | AT | CH | UK | US | Anmerkungen                                               |
| ---- | ------------------------------------------ | --- | --- | --- | --- | --- | --------------------------------------------------------- |
| 2018 | Invasion of Privacy Atlantic Records (WMG) | DE39 (3 Wo.)DE | AT21 (2 Wo.)AT | CH20 (3 Wo.)CH | UK5 Platin · (45 Wo.)UK | US1 ×4Vierfachplatin · (222 Wo.)US | Erstveröffentlichung: 6. April 2018 Verkäufe: + 4.950.000 |

## Filmografie

### Filme
- 2019: Hustlers
- 2021: Fast & Furious 9

### Fernsehen
- 2015–2017: Love & Hip Hop: New York
- 2017: Being Mary Jane (Fernsehserie, Folge 4x03)
- 2019: Rhythm + Flow
- 2020: Cardi Tries